# Le meraviglie di Aladino
Le meraviglie di Aladino (bra As Maravilhas de Aladdin ou Maravilhas de Aladin) é um filme ítalo-franco-estadunidense de 1961, do gêneros fantasia, dirigido por Mario Bava e Henry Levin, com banda sonora de Angelo Lavagnino.

## Sinopse
Jovem acha lamparina mágica que, esfregada, liberta um gênio que lhe concederá três desejos em troca da liberdade.

## Elenco
- Donald O'Connor ....... Aladdin
- Noëlle Adam ....... Djalma
- Vittorio De Sica ....... gênio
- Aldo Fabrizi ....... sultão
- Michèle Mercier ....... princesa Zaina
- Terence Hill ....... príncipe Moluk
- Fausto Tozzi ....... grão-vizir
- Milton Reid ........ Omar